# Illy (Ardennes)
Pour les articles homonymes, voir Illy.
Illy, parfois appelée Illy-Olly, est une commune française située dans le département des Ardennes, en région Grand Est.

## Géographie
Les communes limitrophes sont  Bouillon, Fleigneux, Floing, Givonne, La Chapelle et Sedan.
Cette commune des Ardennes est intégrée à la communauté de communes du Pays sedanais et est desservie par quatre routes départementales. Organisée en openfield (champ ouvert), elle est entourée de parcelles cultivées et de prairies (remembrement effectué en 1964). Le territoire de la commune est délimité au nord par la frontière belge et est composé pour grande partie de forêts. Le village principal est drainé par un petit affluent de la Meuse, le ruisseau de Mézières. Le hameau Olly, qui est rattaché administrativement à Illy, est drainé par la rivière de la Givonne.
| Fleigneux | Bouillon ( Belgique) | La Chapelle |
| Fleigneux | Illy                 | Givonne     |
| Floing    | Sedan                | Givonne     |

### Hydrographie
La commune est dans le bassin versant de la Meuse au sein du bassin Rhin-Meuse. Elle est drainée par le ruisseau de la Givonne, le ruisseau de la Habelle, le ruisseau des Dix Freres et le ruisseau du Pre de l'Ermitage,.
Le ruisseau de la Givonne, d'une longueur de 16 km, prend sa source dans la commune de La Chapelle et se jette  dans la Meuse à Bazeilles, après avoir traversé six communes.

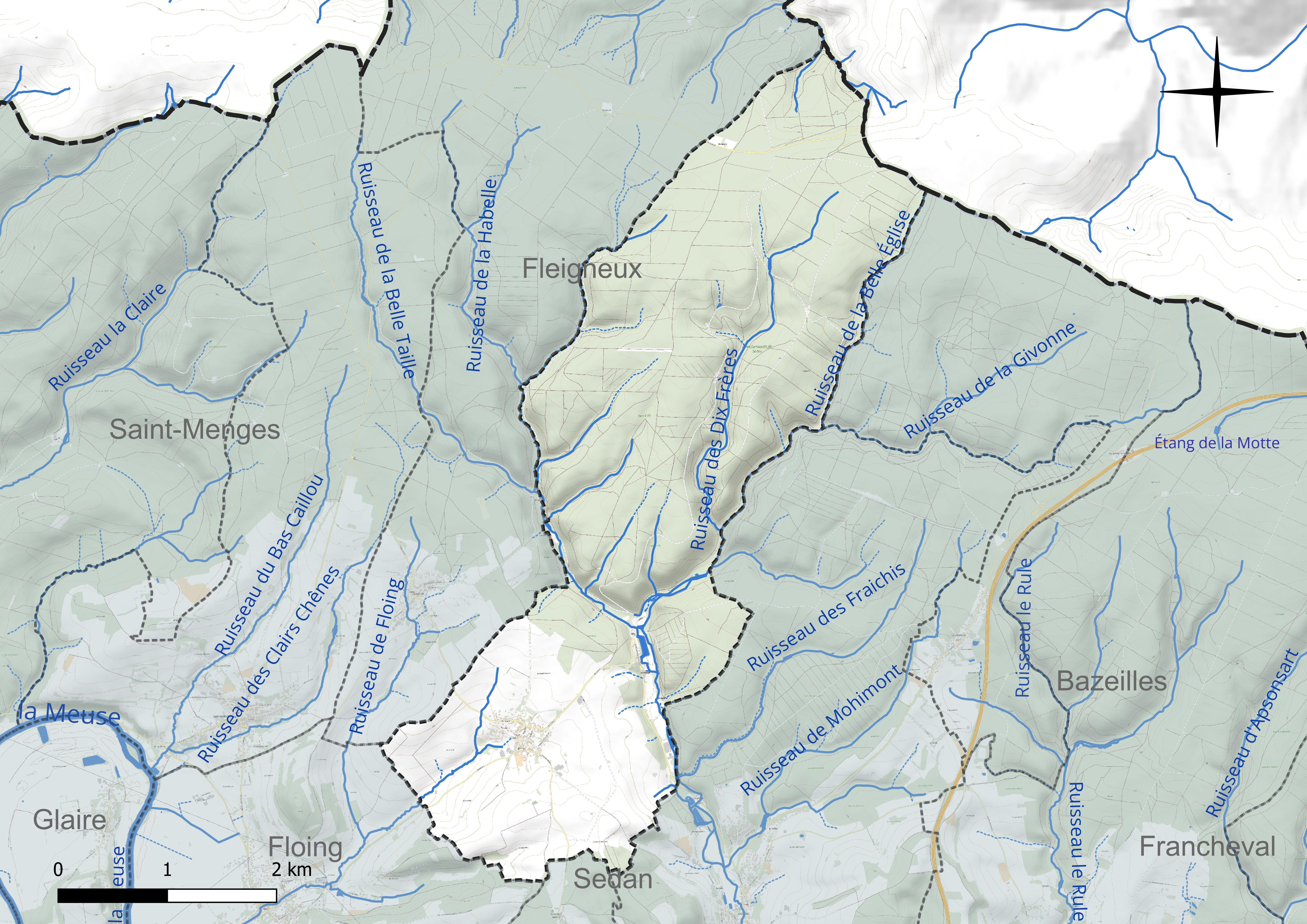
Réseau hydrographique d'Illy.

### Climat
Pour des articles plus généraux, voir Climat du Grand Est et Climat des Ardennes.
En 2010, le climat de la commune est de type climat de montagne, selon une étude du Centre national de la recherche scientifique s'appuyant sur une série de données couvrant la période 1971-2000. En 2020, Météo-France publie une typologie des climats de la France métropolitaine dans laquelle la commune est exposée à un climat océanique altéré et est dans la région climatique Lorraine, plateau de Langres, Morvan, caractérisée par un hiver rude (1,5 °C), des vents modérés et des brouillards fréquents en automne et hiver.
Pour la période 1971-2000, la température annuelle moyenne est de 9,2 °C, avec une amplitude thermique annuelle de 14,8 °C. Le cumul annuel moyen de précipitations est de 1 004 mm, avec 14,6 jours de précipitations en janvier et 10 jours en juillet. Pour la période 1991-2020, la température moyenne annuelle observée sur la station météorologique de Météo-France la plus proche, « Douzy », sur la commune de Douzy à 9 km à vol d'oiseau, est de 10,5 °C et le cumul annuel moyen de précipitations est de 857,0 mm. 
La température maximale relevée sur cette station est de 40,3 °C, atteinte le 25 juillet 2019 ; la température minimale est de −14,8 °C, atteinte le 3 janvier 2004,,.
Les paramètres climatiques de la commune ont été estimés pour le milieu du siècle (2041-2070) selon différents scénarios d'émission de gaz à effet de serre à partir des nouvelles projections climatiques de référence DRIAS-2020. Ils sont consultables sur un site dédié publié par Météo-France en novembre 2022.

## Urbanisme

### Typologie
Au 1er janvier 2024, Illy est catégorisée commune rurale à habitat dispersé, selon la nouvelle grille communale de densité à 7 niveaux définie par l'Insee en 2022.
Elle est située hors unité urbaine. Par ailleurs la commune fait partie de l'aire d'attraction de Sedan, dont elle est une commune de la couronne,. Cette aire, qui regroupe 31 communes, est catégorisée dans les aires de moins de 50 000 habitants,.

### Occupation des sols
L'occupation des sols de la commune, telle qu'elle ressort de la base de données européenne d’occupation biophysique des sols Corine Land Cover (CLC), est marquée par l'importance des forêts et milieux semi-naturels (73,6 % en 2018), en diminution par rapport à 1990 (75,3 %). La répartition détaillée en 2018 est la suivante : 
forêts (73,6 %), prairies (16 %), terres arables (8,5 %), zones urbanisées (1,6 %), zones agricoles hétérogènes (0,3 %). L'évolution de l’occupation des sols de la commune et de ses infrastructures peut être observée sur les différentes représentations cartographiques du territoire : la carte de Cassini (XVIIIe siècle), la carte d'état-major (1820-1866) et les cartes ou photos aériennes de l'IGN pour la période actuelle (1950 à aujourd'hui).

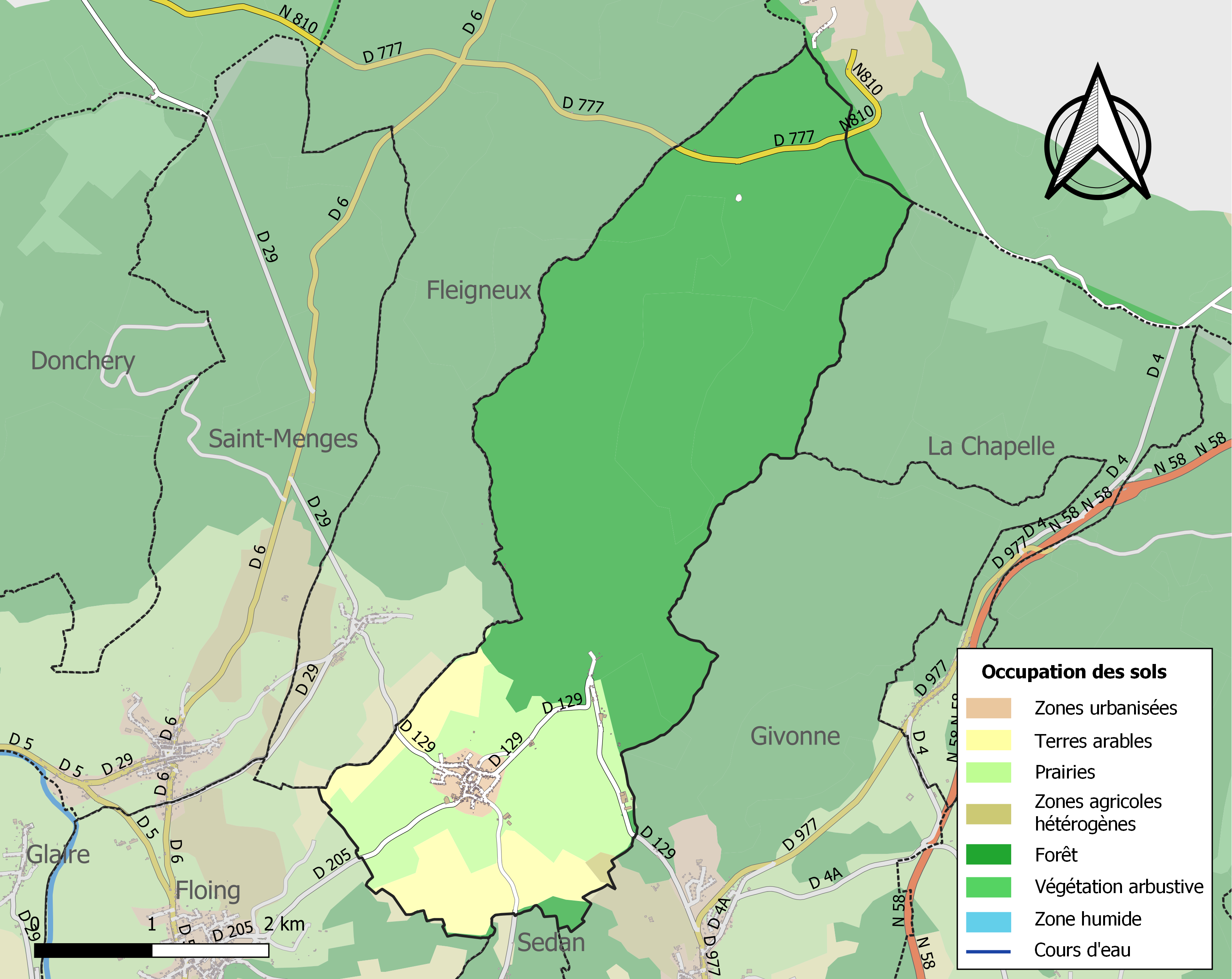
Carte des infrastructures et de l'occupation des sols de la commune en 2018 (CLC).

## Toponymie
Par le passé, il n'était pas rare de désigner la commune par l'association du nom des deux villages qui la constituent, Illy et Olly, soit Illy-Olly.

## Histoire
En 1560, Illy fait partie de la principauté de Sedan. Lors de la bataille de Sedan (guerre franco-prussienne de 1870), le territoire de la commune a servi de zone de combats menés contre les troupes prussiennes. La 1re division de la cavalerie de réserve sous le commandement du général Margueritte (constituée essentiellement par les régiments de chasseurs d'Afrique) était positionnée autour du plateau de Floing et du calvaire d'Illy. Le 1er septembre 1870 au matin, les cavaliers du général Margueritte essayent d’empêcher les Prussiens de les encercler. Il fut gravement blessé juste avant la charge épique et tragique de sa division.
À Olly, à partir du Xe siècle, de nombreuses manufactures de pelotonnage de la laine ont été installées le long des cours d'eau de la Givonne et des Dix Frères. Ces usines ont été remplacées à partir du XVIIIe siècle par des taillanderies puis des filatures jusqu'au XXe siècle.
Le 9 août 1905, une partie des Ardennes est ravagée par de violents orages et même une tornade qui touche particulièrement le village d'Illy (on y compte un mort, un garçon de ferme retrouvé dans les décombres d'une grange) ainsi que les filatures Pingard et Rousseau à Olly,.

## Politique et administration
| Période                                  | Période  | Identité         | Étiquette | Qualité      |
| ---------------------------------------- | -------- | ---------------- | --------- | ------------ |
| 1876                                     |          | Gigleux          |           |              |
|                                          |          |                  |           |              |
| avant 1988                               | ?        | Marc Lambert     |           |              |
| mars 2001                                | mai 2020 | Bernard Stringer |           |              |
| mai 2020                                 | En cours | Jacques Muller,  |           | Ancien cadre |
| Les données manquantes sont à compléter. |          |                  |           |              |

## Démographie
L'évolution du nombre d'habitants est connue à travers les recensements de la population effectués dans la commune depuis 1793. Pour les communes de moins de 10 000 habitants, une enquête de recensement portant sur toute la population est réalisée tous les cinq ans, les populations de référence des années intermédiaires étant quant à elles estimées par interpolation ou extrapolation. Pour la commune, le premier recensement exhaustif entrant dans le cadre du nouveau dispositif a été réalisé en 2006.

En 2022, la commune comptait 416 habitants, en évolution de +1,22 % par rapport à 2016 (Ardennes : −2,97 %, France hors Mayotte : +2,11 %).
| 1793 | 1800 | 1806 | 1821 | 1831 | 1836 | 1841 | 1846 | 1851 |
| ---- | ---- | ---- | ---- | ---- | ---- | ---- | ---- | ---- |
| 502  | 537  | 492  | 576  | 659  | 786  | 825  | 838  | 881  |

| 1866 | 1872 | 1876 | 1881 | 1886 | 1891 | 1896 | 1901 | 1906 |
| ---- | ---- | ---- | ---- | ---- | ---- | ---- | ---- | ---- |
| 895  | 905  | 946  | 903  | 834  | 786  | 740  | 671  | 571  |

| 1911 | 1921 | 1926 | 1931 | 1936 | 1946 | 1954 | 1962 | 1968 |
| ---- | ---- | ---- | ---- | ---- | ---- | ---- | ---- | ---- |
| 538  | 364  | 483  | 412  | 378  | 370  | 463  | 434  | 394  |

| 1975 | 1982 | 1990 | 1999 | 2006 | 2011 | 2016 | 2021 | 2022 |
| ---- | ---- | ---- | ---- | ---- | ---- | ---- | ---- | ---- |
| 395  | 342  | 413  | 422  | 411  | 404  | 411  | 415  | 416  |

## Culture locale et patrimoine

### Lieux et monuments
- L'église Saint-Pierre d'Illy.
- Temple protestant d'Illy.
- La Croix d'Illy. Cette croix est un des sites de la bataille de Sedan, mentionné dans le livre d'Émile Zola : La Débâcle.
- Chemin de l'ancienne voie ferrée du « Bouillonnais ».
- Viaduc du « Bouillonnais », détruit en 1940.

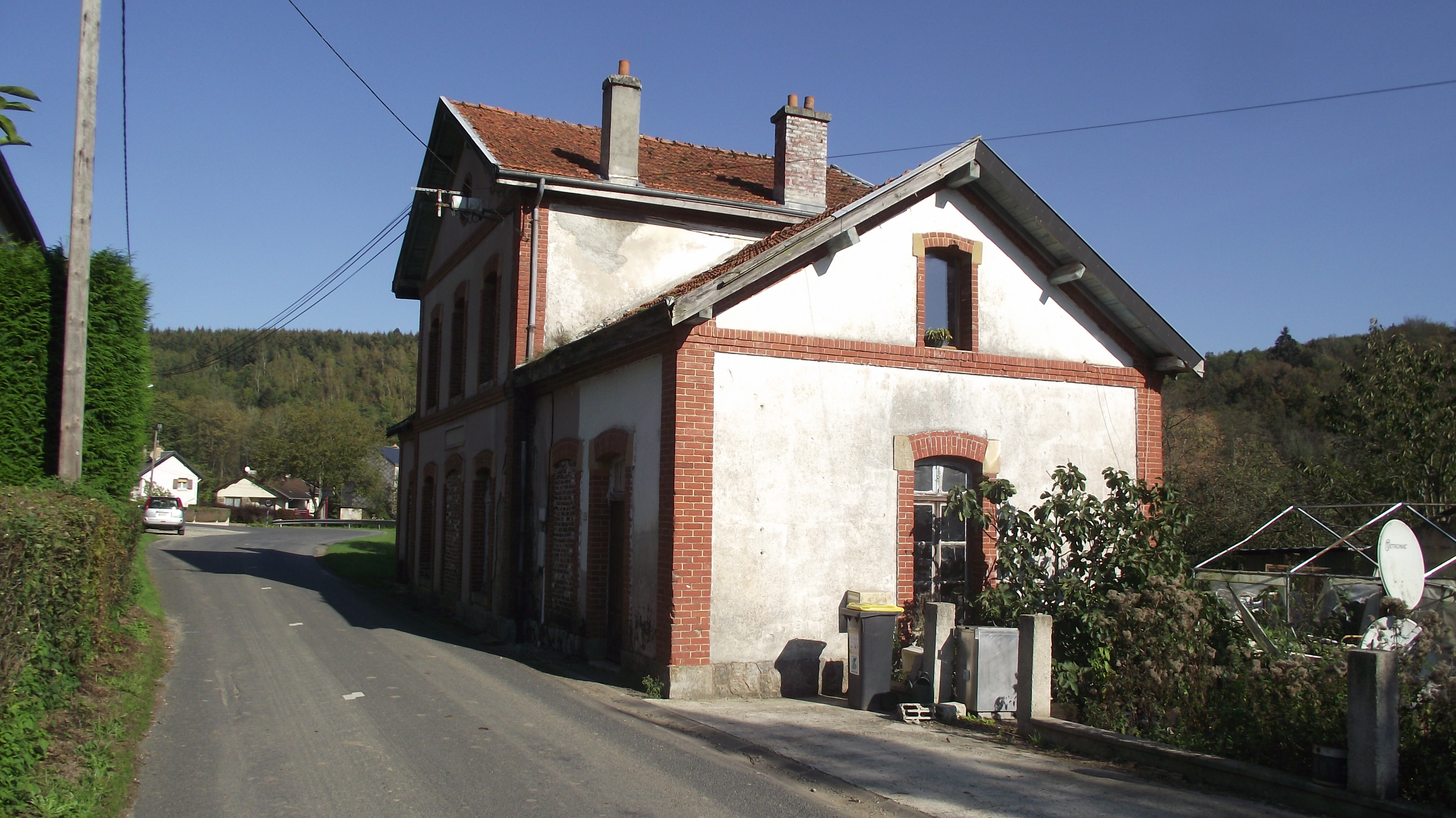
L'ancienne gare au lieu-dit Olly.
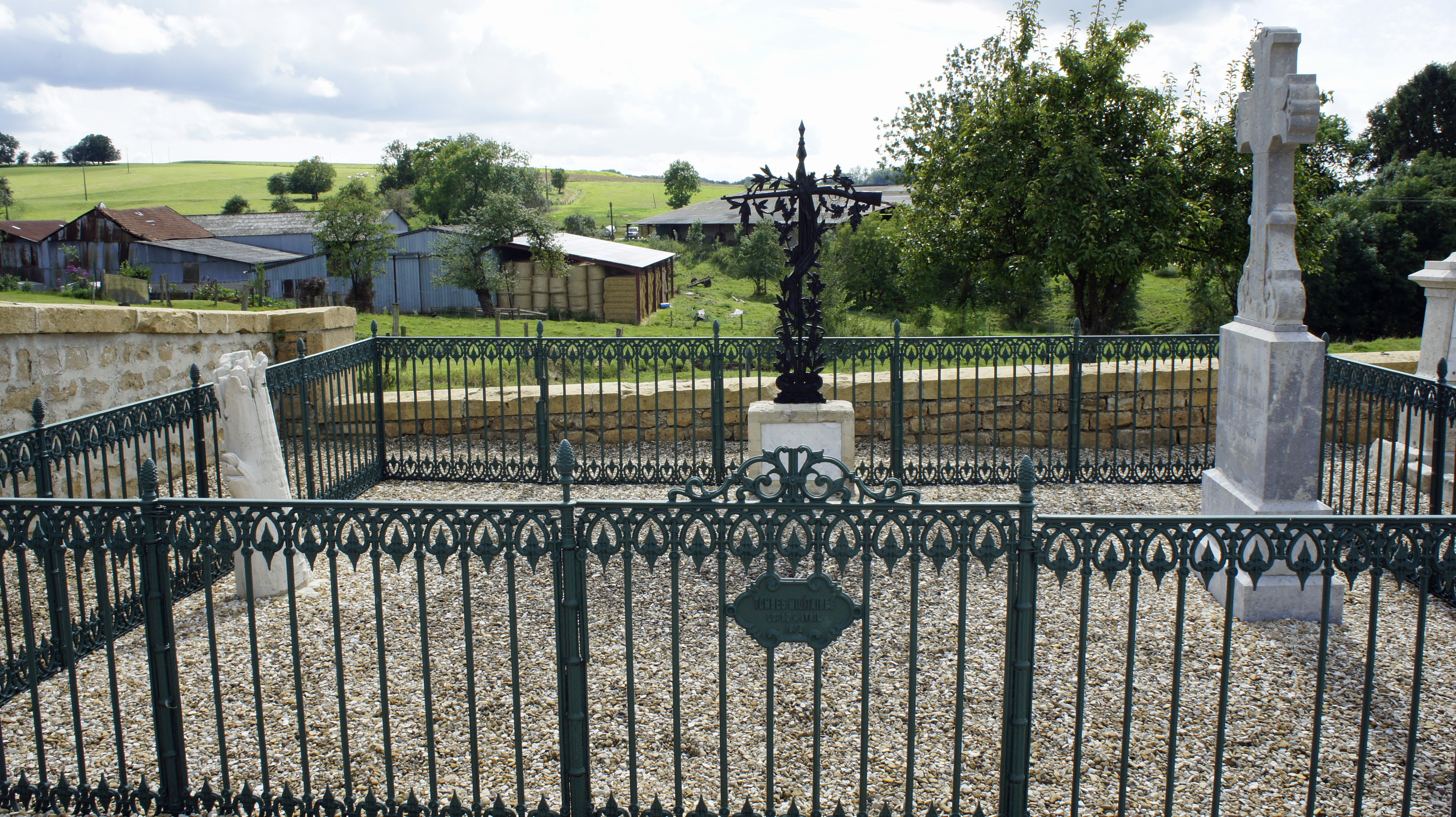
Le carré militaire.
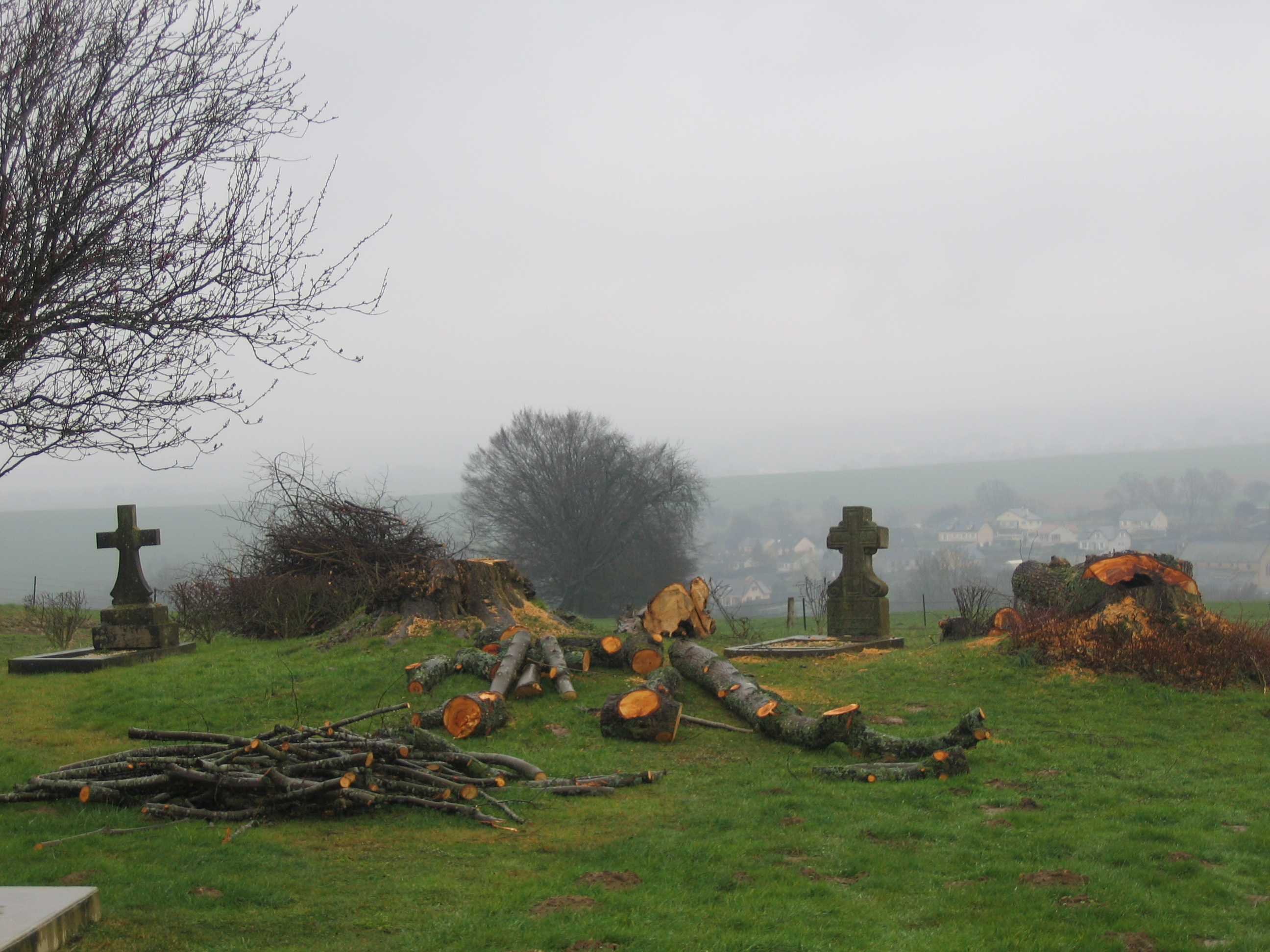
Un coin du cimetière d'Illy.

### Héraldique
| Armes de Illy | Les armes d’Illy se blasonnent ainsi : De sinople aux deux sabres d’argent garnis d’or passés en sautoir, accompagnés en chef d’une roue de moulin du même, au chef échiqueté d’argent et de gueules de trois tires. |